# Sascha Hupmann
Sascha Hupmann (* 21. April 1970 in München; † 12. April 2020 in Evansville, Indiana, Vereinigte Staaten) war ein deutscher Basketballspieler. Er war 2,16 Meter groß und wurde als Center eingesetzt.

## Leben
Hupmann begann seine Laufbahn beim DJK Sportbund München, wo er bereits mit 16 Jahren in der damaligen 2. Bundesliga Süd spielte. Zu Weihnachten 1988 wechselte Hupmann als Austauschschüler an eine High School nach Michigan in die Vereinigten Staaten.
Hupmann spielte bei TVG Trier, Bayer Leverkusen, ALBA Berlin, Panathinaikos Athen, Iraklis Saloniki und der TSG Humana Ehingen. Zudem war er lange Mitglied der deutschen Basketballnationalmannschaft.
Hupmann besuchte von 1989 bis 1993 die University of Evansville im US-Bundesstaat Indiana. Er kam in 97 Einsätzen für Evansville auf Mittelwerte von 8,7 Punkten sowie 7,4 Rebounds und zwei geblockte gegnerische Würfe. Während seiner Zeit an der University of Evansville brach er sich dreimal den Mittelfuß. An der Hochschule war Hupmann zeitweise Kommilitone von Ralph Junge. Er begann seine Profikarriere 1993 bei der TVG Trier neben James Marsh, Sergej Babkow und Carl Brown. Nach einer Saison wechselte er zum amtierenden Meister Bayer Leverkusen. Dort etablierte er sich als Center, der unter dem Korb für einfache Punkte sorgte. Gemeinsam mit den Flügelspielern Denis Wucherer und Henning Harnisch sowie dem damaligen Aufbauspieler Michael Koch bildete er den Kern jener Bayer-Mannschaften, die bis 1996 siebenmal in Folge die deutsche Meisterschaft gewannen. In dieser Phase wurde Hupmann auch Nationalspieler.
Im Jahr 1996 wechselte Hupmann zum damaligen Serien-Vizemeister Alba Berlin und wurde erneut Deutscher Meister. Danach machte er vom Bosman-Urteil Gebrauch und wechselte nach Griechenland zu Panathinaikos Athen. Dort gewann er als Reservespieler den Landestitel sowie den Landespokal. Später wechselte Hupmann zu Iraklis Saloniki, war aber auch dort kein Stammspieler. Ausklingen ließ er seine Karriere in der 2. Bundesliga bei TSG Humana Ehingen, dort spielte er unter seinem Freund Ralph Junge als Trainer.
Hupmann lebte zuletzt mit seiner Familie in Evansville und arbeitete dort an einer Schule. Er starb am 12. April 2020, wenige Tage vor seinem 50. Geburtstag. Er litt an einer selten vorkommenden Form der Ataxie, wodurch er seit mehreren Jahren auf einen Rollstuhl angewiesen war.
Hupmanns Sohn Noah wurde ebenfalls Basketballspieler.